# رون أوم
رون أوم (بالدنماركية: Rune Ohm)‏ مواليد 10 يونيو 1980، هو لاعب كرة يد دانمركي يلعب كظهير أيمن. يلعب حاليا مع نادي آرهوس لكرة اليد ويحمل الرقم 20. مثل منتخب الدنمارك لكرة اليد. حقق المركز الثالث في بطولة أوروبا لكرة اليد للرجال 2006.

## المسيرة الاحترافية
لعب مع أجاكس هيروز في الدوري الدنماركي في سنة 2002، ثم لعب مع كاداتن شافهاوزن في سنة 2003، ثم انضم إلى نادي آلبورغ لكرة اليد في الدوري الدنماركي من سنة 2003 إلى 2006، ثم انضم إلى نادي آرهوس لكرة اليد في سنة 2013.

## الميداليات
| الميدالية | المسابقة                           |
| --------- | ---------------------------------- |
| برونزية   | بطولة أوروبا لكرة اليد للرجال 2006 |

## روابط خارجية
- رون أوم على موقع الاتحاد الأوروبي لكرة اليد (الإنجليزية)